# Neurellipes scintillula
Neurellipes scintillula is een vlinder uit de familie van de Lycaenidae. De wetenschappelijke naam van de soort is voor het eerst gepubliceerd in 1891 door William Jacob Holland.
De soort komt voor in Sierra Leone, Ivoorkust, Ghana, Nigeria, Kameroen, Equatoriaal Guinea, Gabon, Congo-Brazzaville, Congo-Kinshasa en Oeganda.